# Theridion brunneonigrum
Theridion brunneonigrum là một loài nhện trong họ Theridiidae.
Loài này thuộc chi Theridion. Theridion brunneonigrum được Lodovico di Caporiacco miêu tả năm 1949.